# Стара капетанија у Земуну
Стара капетанија у Земуну је непокретно културно добро које се налази у Земуну, на адреси Кеј ослобођења 8. Подигнута је 1908. године за паробродну путничку станицу. Влада Србије је објекат ставила под заштиту државе објавом у службеном гласнику, број 35 од 17. априла 2013. године.

## Историјат
Зграда је подигнута 1908. године и служила је за паробродну путничку станицу. Рађена је по нацртима бечког архитекте Ремела. То је приземна издужена грађевина, симетрично компонована у постсецесијском духу са поједностављеном декорацијом. Централни део објекта из којег се развијају дугачка крила, истакнут је вишим волуменом и двоструким ломљеним кровом. Кров је покривен плочама које се баш на Старој Капетанији појавиле први пут у Земуну. концепирана је као слободни павиљон са аркадама према обали. временом су затворене аркаде према Дунаву. Од старијих зграда бродског уреда ниједна није сачувана.
У згради се од 1985. године налази ликовна галерија „Стара капетанија”. Она је седиште Друштва ликовних и примењених уметника Земуна, која данас броји преко сто педесет чланова. Стара капетанија је седиште ликовног живота града Београда у последње три деценије.